# Тарнів
Та́рнів (іноді Та́рнув, пол. Tarnów, нім. Tarnau, їд. טארנא) — місто в південній Польщі, на річці Білій. Має статус міста на правах повіту.

## Назва
Польський літописець Ян Длугош виводить назву Тарнова від слова «терен»: в давнину густі зарості цього чагарника вкривали схили гори святого Мартина, розташованої в межах сучасного міста. За літописом, засновник міста Спицімір Лелівіта збудував замок саме у колючих заростях терну. Пізніше, мешканці міста почали виготовляти з тернових ягід наливку та чай, які стали характерною ознакою тарнівської кухні.

## Географія
Місто розташоване за 80 км на схід від Кракова і 240 км на захід від Львова.
Найпівнічніша точка Карпат знаходиться в межах міста. Середньорічна температура в місті 8,8°С, через це його називають польським полюсом тепла. Вегетаційний період також найдовший у Польщі — 210—225 днів.

У місті діє вузлова залізнична станція, що має сполучення з Україною. 
У місті річки Вонток і Старий Вонток впадають у річку Білу. У північній частині міста бере початок річка Жабниця.

### Клімат
Місто знаходиться у зоні, котра характеризується морським кліматом. Найтепліший місяць — липень із середньою температурою 17.8 °C (64 °F). Найхолодніший місяць — січень, із середньою температурою -1.7 °С (29 °F).
| Клімат Тарнова          | Клімат Тарнова | Клімат Тарнова | Клімат Тарнова | Клімат Тарнова | Клімат Тарнова | Клімат Тарнова | Клімат Тарнова | Клімат Тарнова | Клімат Тарнова | Клімат Тарнова | Клімат Тарнова | Клімат Тарнова | Клімат Тарнова |
| Показник                | Січ.           | Лют.           | Бер.           | Квіт.          | Трав.          | Черв.          | Лип.           | Серп.          | Вер.           | Жовт.          | Лист.          | Груд.          | Рік            |
| Абсолютний максимум, °C | 12             | 17             | 23             | 26             | 29             | 31             | 32             | 33             | 31             | 25             | 18             | 16             | 33             |
| Середній максимум, °C   | 1              | 2              | 7              | 12             | 18             | 20             | 22             | 22             | 18             | 13             | 6              | 2              | 12             |
| Середня температура, °C | −1             | 0              | 4              | 8              | 13             | 16             | 17             | 17             | 14             | 9              | 3              | 1              | 8              |
| Середній мінімум, °C    | −4             | −3             | 0              | 3              | 8              | 11             | 13             | 12             | 10             | 5              | 1              | −1             | 5              |
| Абсолютний мінімум, °C  | −27            | −25            | −19            | −6             | −2             | 1              | 3              | 3              | −2             | −6             | −15            | −21            | −27            |
| Днів з опадами          | 18             | 16             | 15             | 14             | 13             | 15             | 14             | 12             | 12             | 12             | 16             | 20             | 177            |
| Днів з дощем            | 8              | 7              | 10             | 13             | 13             | 15             | 14             | 12             | 12             | 12             | 11             | 12             | 139            |
| Днів зі снігом          | 13             | 12             | 7              | 2              | 0              | 0              | 0              | 0              | 0              | 1              | 6              | 11             | 52             |
| ----------------------- | -------------- | -------------- | -------------- | -------------- | -------------- | -------------- | -------------- | -------------- | -------------- | -------------- | -------------- | -------------- | -------------- |
| Джерело: Weatherbase    |                |                |                |                |                |                |                |                |                |                |                |                |                |

## Історія

### Середньовічні поселення
Велика Хорватія на середньому та верхньому Дністрі, Закарпатті, Сяні і вдовж гір до верхів'їв Одри, Лаби, Заале і Білої Ельстер процвітала певний час, позбувшись аварського впливу. Рух на південь лехітських племен, одне з яких — вісляни — вклинилося в хорватський масив у районі Кракова і розділило його на дві частини, призвів до поділу Великої Хорватії на дві частини.
Близько XI століття в одному із міських поселень бенедиктинці заснували поселення Малий Тарнів (нині Тарновець), згадане вперше в 1124 році. У 1264 р. у Малому Тарнові зустрічалися Данило Галицький і Болеслав V Сором'язливий з метою делімітації кордонів своїх держав. 

### Заснування міста
Тарнів був заснований на території селища Великий Тарнів, про яке вперше згадується в літописах у 1309 році. 7 березня 1330 р. Спицімір Лелівіта отримав королівський привілей від Владислава І Локетка на поселення Великий Тарнів. Вже наступного року був збудований мурований замок, який став родовою резиденцією, центром їхніх володінь, який до 1567 р. належало нащадкам Спіціміра династії Тарновських, пізніше під управлінням династій Одровонжих та Любомирських. Місто входило до складу Краківського воєводства королівства Яґеллонів, пізніше Речі Посполитої. З 31 липня 1772 року Тарнів опинився під керуванням імперії Габсбургів у складі королівства Галичини і Володимирії.

### XIX століття
Навесні 1809 року Тарнів увійшов до складу Варшавського герцогства, створеного під французькою окупацією. Зміни кордонів на карті Європи після Віденського конгресу знову повернули місто під управління Габсбургів Австрійської імперії.
У грудні 1830 р., дізнавшись про повстання в Польському королівстві, група гімназистів виїхала з Тарнова на допомогу повстанцям. Важливу роль у наступальних операціях відігравав генерал Юзеф Бем, народжений у Тарнові. У повстанні також брав участь тарнівський князь Владислав Санґушко, який під час повстання був ад'ютантом у ранзі лейтенанта. Після поразки у Листопадового повстанні біженці досягли і Тарнова. Деякі з них позитивно вплинули на економічний розвиток міста, наприклад, Францішек Елісевич, який створив фабрику сільськогосподарської техніки в Заблоці.
У лютому 1846 року у Кракові спалахнуло повстання за відновлення Польської держави. Австрійська влада з метою придушення повстання використовувала в своїх цілях невдоволення місцевих жителів, а також поширювали чутки про те, що шляхта планує розпочати силові дії проти селянства, метою яких буде їх масове вбивство. Це дало поштовх для вбивств і грабежів дворянських маєтків. Практично одночасно з краківським почалося повстання селян на Галичині. Місцеві галицькі селяни повстали проти поміщиків і фактично виявилися союзниками австрійського уряду. Галицьке повстання почалося 19 лютого 1846 року і охопило міста Тарнів, Сянік, Новий Сонч тощо. Збройні загони селян пограбували і знищили впродовж декількох днів лютого та березня 1846 понад 500 маєтків (в районі Тарнова було знищено більш ніж 90 % садиб). Убито, часто найжорстокішим способом, від 1200 до 3000 осіб, майже виключно представників шляхти, знаті, державних чиновників, десятки священиків. Коли краківське повстання було придушене і селяни були більше не потрібні австрійській владі, армія в лічені дні відновила контроль австрійської влади.
У березні 1848 р. у Австрійській імперії розпочалася революція, відома під назвою «Весна народів», яка виявила не лише гостру необхідність соціально-економічних перетворень, а й поставила на порядок денний справу національного визволення пригноблених народів. 19 березня «Весна народів»  охопила і Тарнів. Було сформовано Національний комітет, організовано загін національної гвардії та волонтерський рух. 1 квітня з'явився перший журнал польською мовою «Zgoda» (з 4 листопада, «Gazeta Tarnowska Godło: Zgoda»), який став неофіційним вісником Національного комітету. 16 квітня 1848 р. цісар підписав спеціальний патент, яким скасовувалась панщина на галицьких землях. 10 січня 1849 по всій Галичині було введено воєнний стан. Видання «Gazeta Tarnowska Godło: Zgoda» було заборонене.
У 1855 році було ліквідовано Суд шляхти Тарнова, замість якого був створений районний суд, до якого прикріплювалися повітові суди в Домброві, Дембиці, Мельці, Пілжні, Ропчицях, Радомишлі, Тухуві та Шабно.
У 1855 році було завершено будівництво першої залізничної станції. 20 лютого 1856 р. залізнична лінія з'єднала Тарнів із Краковом, Бохнею та Дембицею. У 1861 року залізничне сполучення досягло і Львова. У 1876 році була введена в експлуатацію залізнична лінія Тарнів — Новий Санч — Лелюхів, що фактично забезпечило залізничне сполучення з Угорщиною. Також було завершено будівництво нових доріг до Цежковича, Домброви і Жабни. У 1859 році Генрих Сансер запустив у експлуатацію перший паровий млин у Галичині, а Йоганн Брейцер відкрив перше кафе в Тарнові. Наступного року Райзла Рубін відкрила фабрику з виробництва готового одягу та крамницю оптової торгівлі одягом. У 1860 році на вулицях Тарнова було встановлено гасове освітлення. У 1878 році з'явилося газове освітлення. В 1861 році запрацювала ощадна каса в місті для кредитування населення, яка була створена за ініціативою громади за підтримки мера міста Адама Моравського. Першим інвестиційним фінансуванням, здійсненим ощадкасою, стала нова будівля міської лікарні. В 1864 році було створено ломбард, в якому позику могли отримати під заставу збанкрутілі підприємці. У 1879 році Бернард Кропф заснував першу гуту у Тарнові. У 1905 році в офісах були встановлені перші телефонні апарати, підключені до урядової мережі. У 1911 році в місті з'явилися перші трамваї.
У 1869 році Тарнів мав 21 779 мешканців і був третім за величиною містом у Галичини після Львова (87 159) та Кракова (49 835).
У 1910 році Тарнів мав 35 278 мешканців і був четвертим за величиною містом Галичини після Львова (206 133), Кракова (137 592) та Перемишля (54 692).
Російська окупація міста почалася 10 листопада 1914 року. Громадські будівлі та школи перетворювалися на казарми та склади. Деякі коменданти міста застосовували репресії проти єврейських жителів Тарнова. Лінія фронту довгий час залишалася по річці Дунайці. 14 січня — 7 квітня та 1-4 травня 1915 р. Тарнів бомбила важка артилерія австро-угорських військ під командою Біадоліні Радловського. 6 травня російські війська було витіснено австро-угорськими та прусськими військами. 

### Міжвоєнна  Польща
У ніч на 30-31 жовтня 1918 року бійці 20-го піхотного полку, піхотинці та скаути Національного комітету визволення роззброїли австрійських солдатів, взяли під свій контроль залізничний вокзал, будівлю австро-угорського банку, поштове відділення та урядові установи, таким чином ставши першим польським містом, яке звільнилося від загарбників. У 1918—1920 рр., під час польсько-української війни та на литовсько-білоруському кордоні під час польсько-більшовицької війни, воював 16-й піхотний полк, розташований в Тарнові.
У 1920—1923 Тарнів був осідком частини уряду УНР і Головного отамана С. Петлюри, евакуйованих зі Станіславова. Уряд Української Народної Республіки в екзилі діяв через різні міністерства й установи. Через опозицію деяких партій до політики екзильного уряду УНР йому не вдалося створити координаційного політичного осередку, а державний центр часто трактовано як окрему партію («уенерівці»). Труднощі середовища УНР почалися з підписання Варшавського договору (у справі Галичини), згодом дехто став орієнтуватись на співпрацю з Польською Республікою (члени уряду вважали це за «орієнтацію на Західну Европу»). Критиковано також ставлення уряду УНР до боротьби українців під Польською республікою, Румунським королівством і Чехословацькою республікою, бо він толерував окупацію й обмежувався вимогами «задоволення потреб української меншості». Внутрішнім ресортом керували О. Саліковський, О. Лотоцький, після Другої Світової війни — М. Ветухів (1945—1948). Підпорою екзильного уряду УНР була Українська радикально-демократична партія (колишні есефи), яка давала більшість членів уряду. УСДРП до уряду УНР не входила, але лояльно ставилася до нього. Натомість УПСР під проводом М. Шаповала була рішуче проти екзильного уряду УНР. Так само негативно ставилися й гетьманці (Український союз хліборобів-державників) та націоналісти (ОУН). Постава політичних угруповань Галичини, насамперед УНДО, зазнала еволюції від неґування (через Варшавський договір) до своєрідного толерування і навіть співпраці в конкретних політично-громадянських акціях.

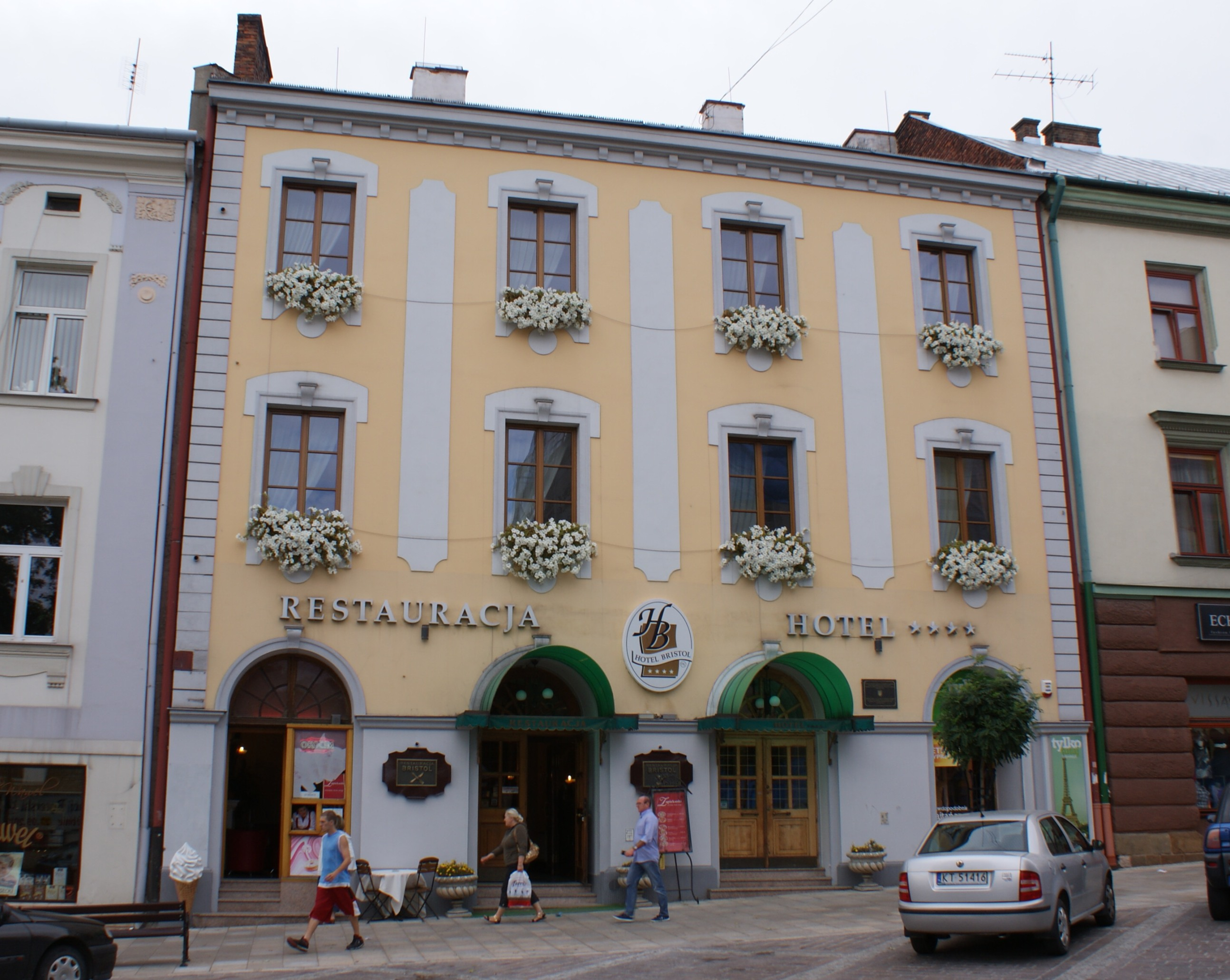
Будівля, в якій у 1920—1922 роках розміщувались Рада, Уряд та Головний Отаман військ і флоту УНР Симон Петлюра. Польща, Тарнів, вул. Краківська, 9

У середині 1920–х у Тарнові сформувалося Центральне еміграційне бюро, засноване діячами Українського Блакитного і Червоного Хрестів та Міністерством здоров'я. На той час діяли Український жіночий союз, Союз українок, Український хор, Українська спілка бухгалтерів і рахівників. У місті друкувалися українські газети, книги, театральні афіші. А науковці з Кам'янець-Подільського університету заснували У Тарнові Національний університет.
Звідси було здійснено ще одну спробу визволення України. Щоб переломити міжнародну ситуацію, яка на початку 1921 року ставала для УНР дедалі гіршою, Рада Республіки скерувала в Україну партизанський загін для підняття національного повстання. Операцію підготував штаб під проводом Юрія Тютюнника. Листопадовий рейд об'єднав бойові групи з Польщі і Румунії. На жаль, ця спроба зазнала поразки.
У двадцятирічний міжвоєнний період у Тарнові проживало від 200 до 300 громадян України. З переїздом уряду УНР до Варшави 1923 український осередок у Тарнові перестав існувати.
5 листопада 1923 року в Тарнові почався загальний страйк, оголошений полком стрілецької кінноти (пол. Pułku Strzelców Konnych). Частини 16-го піхотного полку були тимчасово виведені з міста, а їхнє місце зайняли бійці 53-го Крешовського піхотного полку зі Стрия. Після того було оголошено заборону на збори в місті. Через три дні робітники, що повернулися з мітингу біля Будинку робочих, зіткнулися із поліцією та армією. 7 робітників загинули під час стрілянини по натовпу, і більше 30-ти були поранені.
У 1927 році з Тарнова почали курсувати автобуси до сусідніх повітових міст. Наприкінці цього року в Тарнові було створено 13 автобусних маршрутів. У цьому ж році за ініціативи Юзефа Якубовського — юриста, соціального працівника та мандрівника, у місті відкрився музей. У травні 1927 року розпочалося будівництво заводу добрив і продукції хімічної промисловості у Тарнові-Мосціцах (пол. Zakłady Azotowe w Tarnowie-Mościcach).  У лютому 1928 року почалося будівництво заводських цехів, а через місяць — електростанції. У 1930 році будівництво заводу було повністю завершене. Нині це найбільший хімічний холдинг Польщі, а також провідна компанія з виробництва хімічних речовин у Європі, відома як «Grupa Azoty S.A.».
8-9 серпня 1931 Тарнів був місцем X Загальнопольського з'їзду легіонерів. У 1931 році у Тарнові проживало 44 927 осіб, серед яких 19,330 (43 %) населення складали євреї та 200 осіб українців.

### Друга світова війна
На початку Другої світової війни перші німецьке бомбардування міста відбулося 3 вересня 1939 року. За наказом генерала Казимира Фабриці підрозділи 24-ї піхотної дивізії залишили свої позиції на річці Дунаєць, а 7 вересня німецькі війська захопили Тарнів. 25 вересня 1939 року була ліквідована Польська тимчасова міська рада та всі муніципальні комісії. Ернста Кундта було поставлено цивільним комісаром (нім. Stadtkommissar) міста. Більшість польських інституцій закрили, а соціальні та політичні організації були заборонені. Було запроваджено регулювання розподілу харчових продуктів. Почалися арешти і розстріли поляків. З 26 жовтня 1939 року Тарнів став частиною Краківського дистрикту Генерал-губернаторства як окружне місто (нім. Kreishauptmanschaft), що охоплювало три довоєнні повіти: Берестейський, Домбровський і Тарнівський. 14 червня 1940 року з Тарнова 728 в'язнів відправили до концтабору Аушвіц. До 2 жовтня 1943 року до нього було  відправлено 7 тис. поляків.  Менші групи були відправлені до концтаборів Равенсбрюк, KL Gross Rosen, в'язниць Montelupich та Nowy Wiśnicz, а також трудових таборів у Пляшові та Пусткові. За часи німецької окупації у в'язниці Тарнова було ув'язнено понад 25 тисяч поляків, 100 з яких було розстріляно в тюремному дворі. Більшість засуджених до смерті були вивезені до лісів на околиці Тарнова — до сіл Кошиці-Малі,Поремба-Радльна, Воля-Жендзінська, Збилітовська-Ґура та інших.
Під час німецької окупації євреям на своїх крамницях, ресторанах, кафе було наказано малювати зірку Давида. На той час їм належало майже 50 % таких закладів у Тарнові. З 4 жовтня 1939 року євреям було наказано носити пов'язку на рукаві із жовтою зіркою Давида. Згодом було наказано звільняти з роботи всіх євреїв, які працювали в «арійських» ресторанах, кафе, магазинах і складах. 9 листопада 1939 року німці пограбували та підпалили синагоги  та молитовні будинки в Тарнові. У березні 1941 року євреям було наказано залишити свої оселі та виїхати до східної частини міста, де було утворене Тарнівське гетто. З червня по листопад 1942 року з гетто почали вивозити євреїв в основному до табору смерті в Белжицях. За три хвилі депортації було знищено бл. 40 тис. євреїв. Негайному знищенню підлягали літні люди після 60 років та діти до 13 років. У вересні 1943 року гетто було ліквідовано службою СС «Hauptsturmführer Amon Göth». У лютому 1944 року група, яка займалася зачищенням району гетто від трупів, була депортована до табору Пляшова.
Під час Другої світової війни в місті діяв Український допомоговий комітет.
17-18 січня 1945 року останні війська 17-ї німецької армії залишили Тарнів. Під час відступу німці знищили за собою шосейні та залізничні мости, підпалили вантажні та залізничні станції. Було знищено бл. 50 % міських будівель. На ранок 18 січня 1945 року Тарнів зайняли радянські війська і трохи пізніше за ними прибула «ініціативна група» з Ряшева, щоб взяти владу від імені комуністичної ради Тимчасового уряду Республіки Польща. На чолі групи стояв Станіслав Крох, випускник школи НКВС у Куйбишеві, організатор і перший керівник повітового управління громадської безпеки. Фактично до грудня 1945 року Тарнів залишався під контролем радянських військ.

### У ПНР
У червні 1945 року мером міста обрано Евгеніуша Сіта, який тісно співпрацював до війни з комуністами. Одразу ж після обрання місцевих органів почалася відбудова міста. Після відновлення комунального господарства почалося відбудова Азотного заводу. У 1949 році побудована фабрика електродвигунів (пізніше отримала назву «Тамель»), а поблизу старого цегельного заводу  була створена Фабрика кераміки та скляного посуду. Також побудовано було кондитерське, шкіряне, плодоовочеве (на основі колишньої пивоварні Сангушки) та лісопромислове підприємства. У 1951 році колійно-ремонтний завод було переобладнано на механізований завод із виробництва зброї, охолоджуючих пристроїв і верстатів.
З жовтня 1945 р. до середини 1948 р. у Тарнівській в'язниці було страчено 15 політичних в'язнів. 1 липня 1945 року члени антикомуністичного підпілля звільнили 35 осіб з Тарнівської в'язниці, де більшість ув'язнених були бойовиками Армії Крайової. За час існування в'язниці усього було засуджено 182 особи, у тому числі 46 осіб до смертної кари (24 особи були страчені).
У 1951 р. до складу міста додалися містечка Чишув, Клікова, Мосціце, Гумниська, Ржедзин, частини громад Завади та Тарновця, а також присілок Червоний з громади Кошиці-Великі. Площа міста зросла з 17,6 до 53 км². У 1958 році приєднався Кшишп, а через рік — до Кошиці-Великі й Збилітовська-Ґура. Площа Тарнова зросла до 72 км².
У жовтні 1956 році у Тарнові почалися повстання робітників проти деспотичного уряду та соціальної несправедливості. На механічному заводі був створений Тимчасовий революційний комітет, який практично взяв на себе владу. Директора та його прибічників було вигнано або вивезено на тачках за ворота заводу. На Азотному заводі взяла на себе керування робітнича рада на чолі з Адамом Боричком. Було зміщено першого секретаря Польської об'єднаної робітничої партії, а за участі журналіста видання «Po Prostu» Ришарда Вишневського, створився новий революційний комітет, що складався з представників інтелігенції та не був пов'язаний з керівництвом підприємств. На багатьох заводах Тарнова новий комітет вигнав директорів і керівників відділів, які залякували  працівників. 26 жовтня 1956 року в приміщенні театру відбулися масові збори, організовані революційним комітетом. На зборах колишні працівники місцевої служби безпеки, партійні секретарі та члени муніципальної національної ради суворо засуджені. З основних вимог було покарання деспотичних суддів, проти яких свідчили офіцери управління безпеки. Під час зборів було оголошено про допомогу угорським повстанцям у боротьбі проти радянської армії в Будапешті, масово надаючи кров пораненим та фінансову допомогу.
20 березня 1968 року на знак солідарності з варшавськими студентами в Тарнові бл. 1500 студентів та робітників зібралися на площі Казимира Келикого, вимагаючи звільнення ув'язнених. На Краківській та Валовій вулицях студенти перетнулися з загонами ЗОМО та ОРМО. Під час цих подій поліція затримала 116 осіб.
1 червня 1975 року Тарнів став адміністративним центром Тарнівського воєводства, раніше місто перебувало в Краківському воєводстві. Після адміністративної реформи 1998 року Тарнів став складовою частиною Малопольського воєводства.
1 липня 1980 року в знак протесту проти підвищення цін на м'ясо на кілька годин зупинилися роботи на фабриці спеціалізованої обробки «Ponar» (нині Механізований завод). Протести працівників спалахнули також у комунікаційних компаніях та на Азотному заводі. 13 грудня 1981 року, після оголошення воєнного стану, було затримано декілька людей з Тарнова. 15 грудня 1981 року ЗОМО увірвалися до будівлі фабрики «Понар», щоб зупинити страйк, який, проте, тривав до 18 грудня.
Від 1987 року в Тарнові почав відбуватися щорічний кінофестиваль, а з 1997 — фестиваль кінокомедії «Talia».

### Сучасний період
Політичні зміни сприяли реконструкції самоврядування Тарнова. 27 травня 1990 року в Тарнові відбулися перші муніципальні вибори після 1945 року. Більшість промислових підприємств після 1990 року були реконструйовані або приватизовані.
У 2013 році був заарештований мер міста Ришард Шигала у зв'язку з корупційними аферами. 13 листопада 2017 року районний суд Тарнова засудив колишнього мера до 3 років ув'язнення.
У 2015 році в місті відкрилося Почесне консульство України.

## Демографія
Демографічна структура станом на 31 березня 2011 року:
|          | Загалом | Допрацездатний вік | Працездатний вік | Постпрацездатний вік |
| -------- | ------- | ------------------ | ---------------- | -------------------- |
| Чоловіки | 53940   | 9823               | 37462            | 6655                 |
| Жінки    | 60113   | 9332               | 35835            | 14946                |
| Разом    | 114053  | 19155              | 73297            | 21601                |

## Пам'ятки

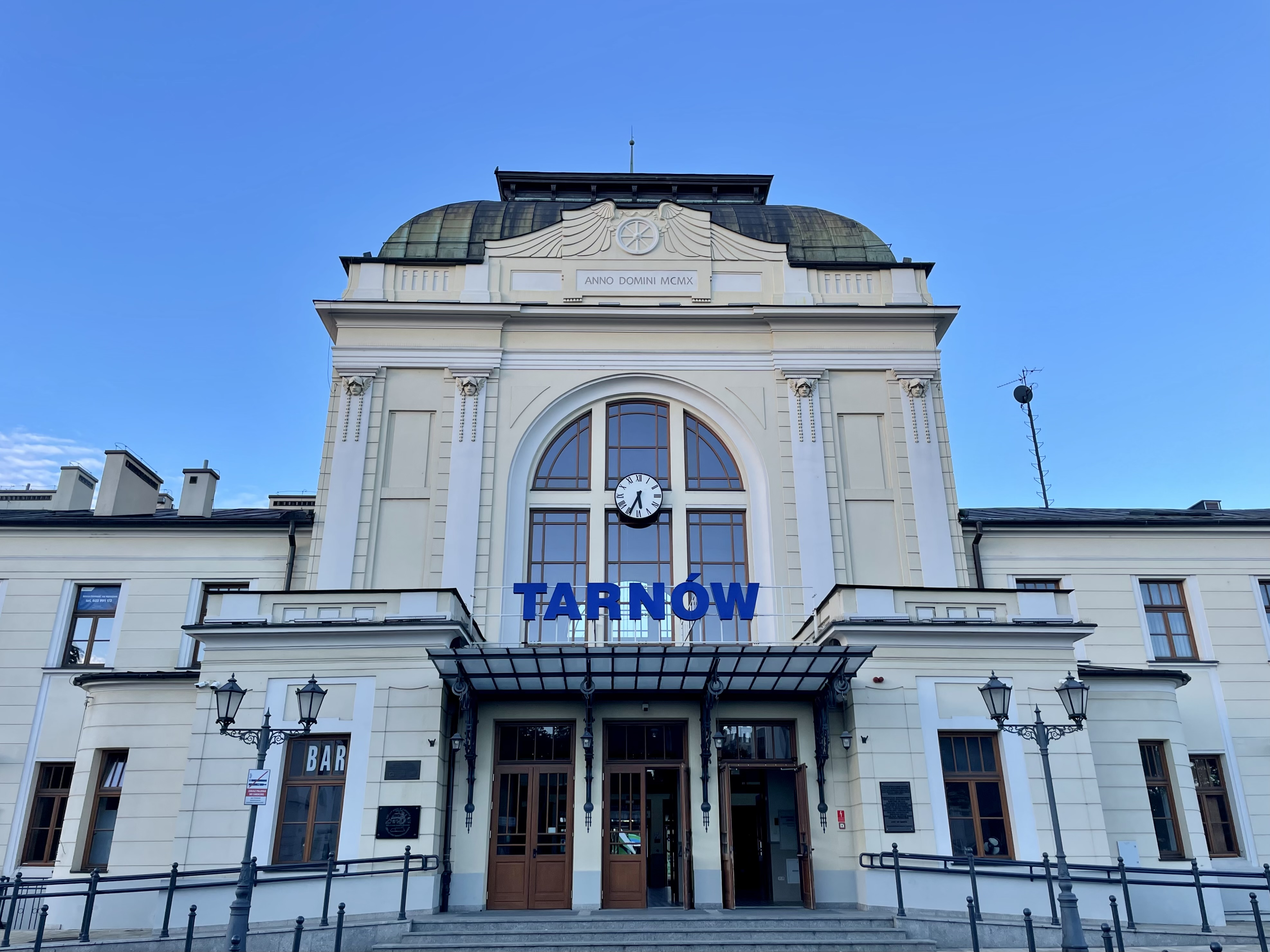
Залізничний вокзал

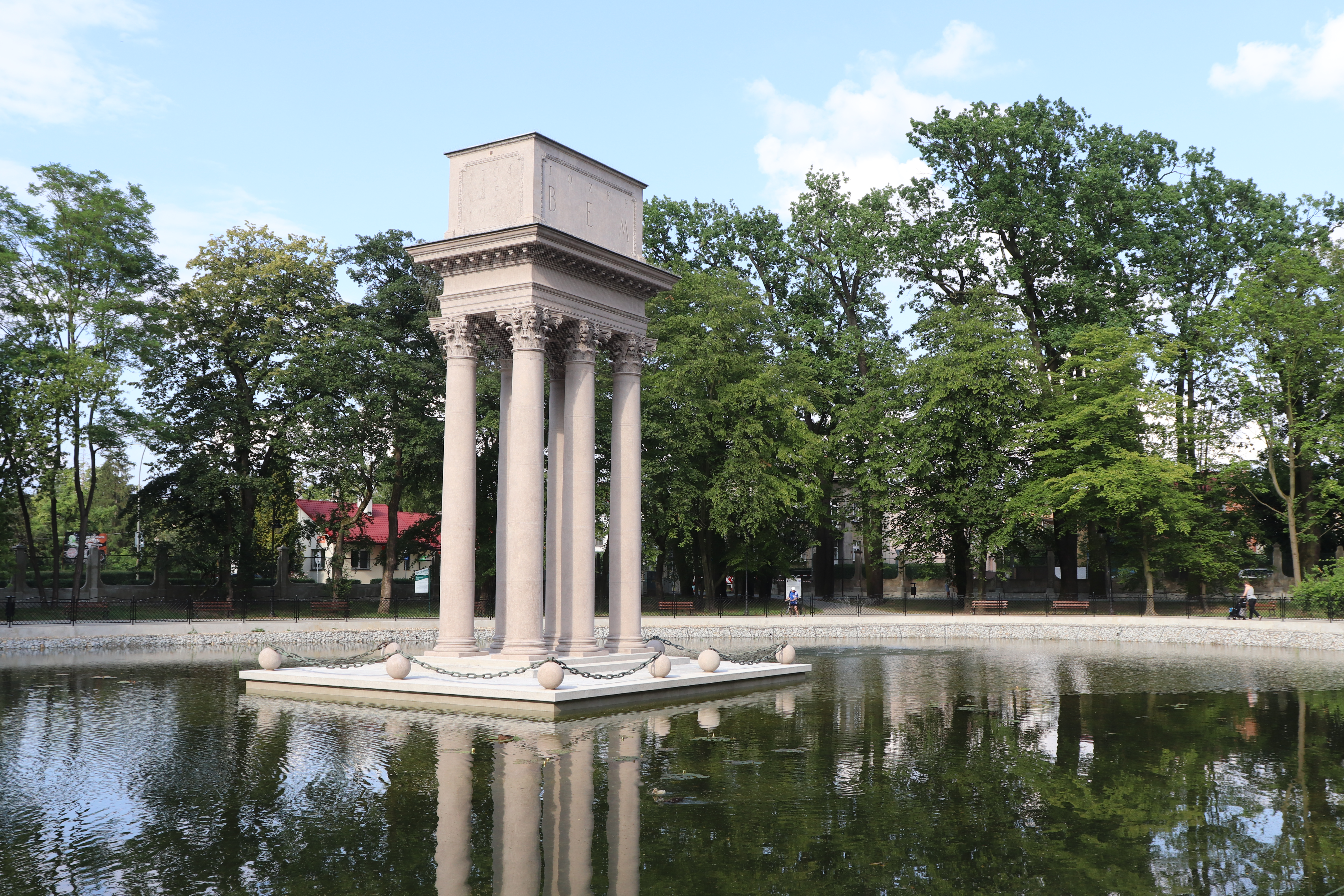
Мавзолей генерала Юзефа Бема

### Сакральна архітектура і цвинтарі
- Базиліка Різдва Богородиці (XIV ст.)
- Дерев'яний костел Богородиці (1458)
- Дерев'яний костел Воздвиження Святого Хреста (1772—1776)
- Дерев'яний костел Святої Трійці (1595—1597)
- Костел Святої Родини (1752—1776)
- Латинський собор, в якому збереглися чимало мистецьких надгробків з епітафіями, зокрема, князя Януша Острозького.
- Єврейський цвинтар (1583)
- Старий цвинтар (XVIII ст.)

### Фортифікаційні споруди та палаци
- Залишки оборонних мурів (XIV—XVI ст.)
- Руїни замку Тарновських (XIV ст.)
- Шлюбний палац (1880)

### Інші пам'ятки архітектури
- Залізничний вокзал (1855)

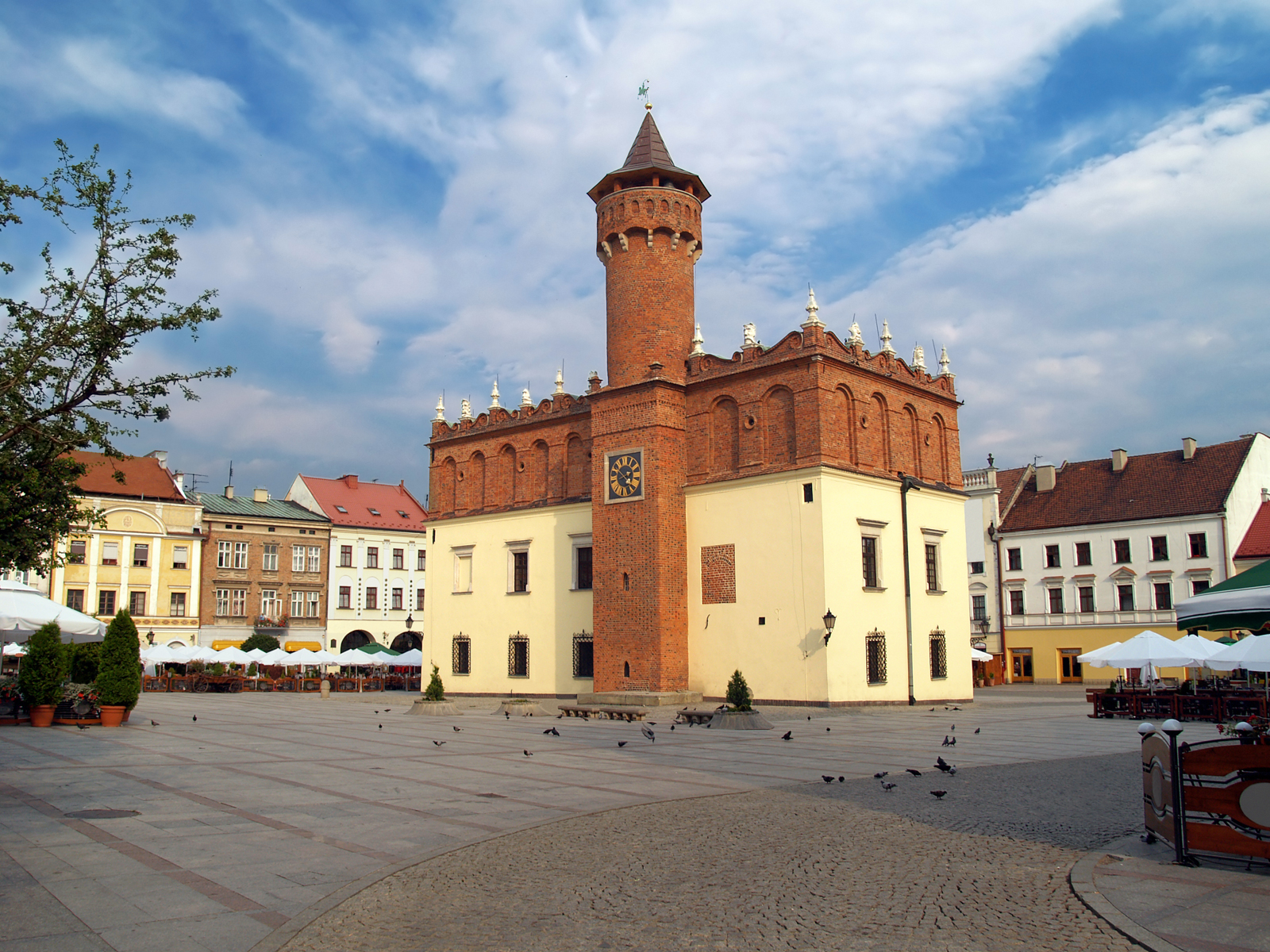
Ратуша

- Мавзолей генерала Юзефа Бема (1929)
- Миква (1904)
- Миколаївський дім (1524) (найстаріший будинок у місті)
- Ратуша (XIV ст.)
- Флорецький дім (XVI ст.)

### Музеї
- Етнографічний музей, ul. Krakowska 10
- Єпархіальний музей, Pl. Katedralny 6
- Краєзнавчий музей, Pl. Rynek 20-21[43]

## Економіка
У місті базується провідний виробник добрив і продукції хімічної промисловості у Польщі і в Європі — Grupa Azoty S.A.. ‎

## Відомі люди

### Уродженці
- Стелла Блох (1897—1999) — американська художниця, танцівниця та журналістка;
- Еміль Бріг (1924—2002) — Герой Ізраїлю;
- Ян-Амор Тарновський — державний, політичний, військовий діяч Польського королівства, засновник міста Тернополя;
- Марцін Врона — режисер, сценарист та продюсер;
- Яцек Дукай — письменник;
- Вільгельм Сасналь (*29 грудня 1972) — сучасний польський художник;
- Анні Ондра — чеська кіноакторка;
- Томаш Зелішевський (*26 травня 1955) — польський рок-музикант, барабанщик гурту Budka Suflera.

### Мешканці
- Іван Огієнко (митрополит Іларіон).
- Данте Барановський (1882—1925) — директор Театру в Тарнові в 1916 році.

### Померли
- Януш Острозький — князь, магнат;
- Ян Щепаник — винахідник.

### Поховані
- Ян-Амор Тарновський;
- Ян Кшиштоф Тарновський;
- Щепаник Ян;
- Юнаків Микола Леонтійович — генерал-полковник Армії УНР.

## Міжнародна співпраця
| Прапор країни | Місто, регіон                  | Країна  | Документ про співпрацю | Дата підписання документу |
| ------------- | ------------------------------ | ------- | --- | ------------------------- |
| Україна       | Біла Церква (Київська область) | Україна | Договір «Про партнерську співпрацю між Гміною міста Тарнува в Республіці Польща та міською радою міста Біла Церква в Україні» | 7 вересня 2007 р.         |